# Супердиджеи: триумф, крайность и пустота
«Супердиджеи: триумф, крайность и пустота» (англ. Superstar DJ's Here We Go!: The Rise And Fall Of The Superstar DJ) — книга английского журналиста, бывшего главного редактора журнала Mixmag Дома Филлипса. В ней автор рассказывает о том, как танцевальная музыка и диджейство появились в Великобритании, что привело к возникновению так называемых «суперклубов» и «супердиджеев».

## История
Дом Филлипс проработал в журнале Mixmag с 1991 года по январь 1999 года, из которых с 1993 по 1999 год был главным редактором журнала. Он был непосредственным очевидцем того, как новая танцевальная музыка, которую поначалу называли эйсид-хаусом, оказывала своё влияние на английскую молодежь. С ростом популярности электронной танцевальной музыки формировалась и инфраструктура — возникали новые герои, «супердиджеи», и новые заведения, «суперклубы». Вместе с этим появлялись «супергруппы», звукозаписывающие лейблы, диджейские букинг-агенты и многие другие. 
В своей книге Дом Филлипс делится не только личными наблюдениями того периода, но и передает эту эпоху через жизни как «супердиджеев», вроде диджея Саши, Пита Тонга, Нормана Кука, Джереми Хили, Джеймса Лавелля, так и через истории «суперклубов», вроде Ministry of Sound и Cream, и «супегрупп» вроде Leftfield.